# Pedro II van Kongo
Pedro II Nkanga a Mvika was heerser (Mwene Kongo) van het Koninkrijk Kongo tijdens het eerste conflict van het koninkrijk met de Portugezen. Hij was de oprichter van het Huis Nsundi en kon zijn afstamming traceren naar een van de dochters van Afonso I. Hij werd opgevolgd door zijn zoon Garcia I, die in 1624 werd gekroond.

## Levensloop
Pedro II diende in de provinciale regering van Mwene Kongo Álvaro III Nimi a Mpanzu als markies van Wembo en later als hertog van Mbamba. Álvaro III had geen erfgenaam, aangezien hij een jonge man was met oudere ooms die wilden regeren. Toen hij in 1622 stierf, werd Pedro II gekozen als een compromis kandidaat. De vader van koning Pedro II kwam uit de provincie Nsundi, waar Pedro zelf werd geboren, en daarom staat zijn koninklijke huis bekend onder die naam of simpelweg als de Kinkanga kanda. Pedro werd algemeen beschouwd als een deugdzaam man en een modelchristen. De jezuïeten, die net in Kongo waren aangekomen, stelden hem voor als een voorbeeld van christelijk gedrag.

### Oorlog met Angola
Zodra hij de troon besteg, stuurde de gouverneur van Angola, João Correia de Sousa, een leger naar Kongo met de bewering dat hij het recht had om de Mwene Kongo te kiezen. Bovendien beschuldigde Sousa Pedro ervan ontsnapte slaven uit Angola onderdak te bieden tijdens zijn tijd als hertog van Mbamba.

#### Slag bij Mbumbi
Na een overwinning tegen Nambu a Ngongo, een zuiderbuur van Kongo, trok een 20.000 man sterk Portugees leger, met hun Imbangala-bondgenoten, Mbamba binnen en werd het geconfronteerd door de hertog bij Mbumbi. Hoewel de mannen van de hertog dapper vochten en een deel van het Portugese leger uiteen dreven, was hij zwaar in de minderheid met alleen zijn eigen kleine leger en dat van de markies van Mpemba, die zich bij hem had aangesloten. De Portugezen versloegen en doodden beide edelen. Ze werden later gegeten door de Imbangala-troepen van Portugal.

#### Slag bij Mbandi Kasi
Pedro II verklaarde onmiddellijk Angola tot vijand van de staat en bracht het hoofdleger vanuit Kongo naar Mbanda Kasi om de indringers te ontmoeten. Het leger van Kongo verpletterde de Portugezen en de Imbangala en joeg hen volledig uit Kongo. Na deze overwinning braken er anti-Portugese rellen uit in het hele koninkrijk, die de lang gevestigde handelsgemeenschap bedreigden. Portugezen in het hele land werden op vernederende wijze ontwapend en zelfs gedwongen hun kleren af te geven.
Pedro II zette zijn kamp op in Mbana Kasi en schreef talrijke protestbrieven naar Rome en de koning van Spanje (die toen ook de heerser van Portugal was). Als gevolg van deze brieven en de protesten van Portugese kooplieden in Kongo en Angola, werd João Correia de Sousa met schande teruggeroepen, en uiteindelijk werden ongeveer 1.200 slaven uit Brazilië teruggebracht. Pedro, bezorgd om de Portugese handelsgemeenschap niet te vervreemden en zich bewust van het feit dat zij over het algemeen loyaal waren gebleven tijdens de oorlog, deed alles wat hij kon om hun leven en bezittingen te behouden, wat sommige van zijn tegenstanders ertoe bracht hem de titel "Koning van de Portugezen" te geven.

### Nederlandse Alliantie
Pedro schreef ook naar de Staten-Generaal van de Nederlanden en stelde voor dat de nieuw gevormde West-Indische Compagnie hem zou helpen bij een aanval op Luanda, waarbij de Bakongo landinwaarts zouden aanvallen en de Nederlanders via zee. Hoewel hij stierf voordat deze alliantie tot stand kwam, zou de voortdurende alliantie tussen Kongo en Nederland blijven bestaan, die uiteindelijk in 1641 tot werkelijkheid kwam met de Nederlandse aanval op Luanda.